# Lijst van voetbalinterlands Curaçao - Vietnam
Deze lijst van voetbalinterlands is een overzicht van alle officiële voetbalwedstrijden tussen de nationale teams van Curaçao en Vietnam. De landen hebben tot op heden een keer tegen elkaar gespeeld. Dat was een  vriendschappelijke wedstrijd op 8 juni 2019 in Buriram (Thailand).

## Wedstrijden
| № | Plaats  | Datum       | Competitie        | Wedstrijd         | Uitslag |
| - | ------- | ----------- | ----------------- | ----------------- | ------- |
| 1 | Buriram | 8 juni 2019 | Vriendschappelijk | Curaçao − Vietnam | 1 − 1   |

## Samenvatting
| Competitie        | Totaal gespeeld | Winst Curaçao | Gelijk | Winst Vietnam | Doelsaldo Curaçao – Vietnam |
| ----------------- | --------------- | ------------- | ------ | ------------- | --------------------------- |
| Vriendschappelijk | 1               | 0             | 1      | 0             | 1 − 1                       |
| Totaal            | 1               | 0             | 1      | 0             | 1 − 1                       |

Wedstrijden bepaald door strafschoppen worden, in lijn met de FIFA, als een gelijkspel gerekend.
FFK · A-internationals · Curaçaos vrouwenelftal · Olympisch elftal
2011 – 2019 ·
2020 – 2029
2011 · 
2012 · 
2013 · 
2014 · 
2015 ·
2016 ·
2017 ·
2018 ·
2019 ·
2020 ·
2021 ·
2022 ·
2023 ·
2024 ·
2025
Amerikaanse Maagdeneilanden ·
Antigua en Barbuda ·
Argentinië ·
Aruba ·
Bahrein ·
Barbados ·
Bolivia ·
Britse Maagdeneilanden ·
Canada ·
Colombia ·
Costa Rica ·
Cuba ·
Dominicaanse Republiek ·
El Salvador ·
Grenada ·
Guatemala ·
Guyana ·
Haïti ·
Honduras ·
India ·
Indonesië ·
Jamaica ·
Kazachstan ·
Mexico ·
Montserrat ·
Nieuw-Zeeland ·
Nicaragua ·
Panama ·
Puerto Rico ·
Qatar ·
Saint Kitts en Nevis ·
Saint Lucia ·
Saint Vincent en de Grenadines ·
Suriname ·
Trinidad en Tobago ·
Verenigde Staten ·
Vietnam
VFF · 
A-internationals · 
Vietnamees vrouwenelftal
1991 – 1999 ·
2000 – 2009 ·
2010 – 2019 ·
2020 − 2029
Afghanistan ·
Albanië ·
Australië ·
Bahrein · 
Bangladesh · 
Bosnië en Herzegovina · 
Cambodja · 
China · 
Curaçao ·
Estland · 
Filipijnen · 
Guam · 
Guinee ·
Hongkong · 
India · 
Indonesië · 
Irak ·
Iran · 
Jamaica · 
Japan ·
Jemen · 
Jordanië ·
Kazachstan · 
Kirgizië ·
Koeweit · 
Laos · 
Libanon · 
Macau · 
Malediven · 
Maleisië · 
Mongolië · 
Mozambique ·
Myanmar · 
Nepal · 
Noord-Korea ·
Oezbekistan · 
Oman · 
Palestina ·
Qatar ·
Rusland ·
Saoedi-Arabië · 
Singapore · 
Sri Lanka · 
Syrië · 
Tadzjikistan · 
Taiwan · 
Thailand · 
Turkmenistan · 
Verenigde Arabische Emiraten · 
Zimbabwe · 
Zuid-Korea